# August Föppl

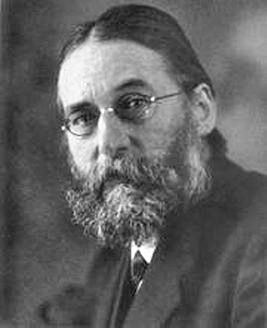
August Föppl

August Otto Föppl (Groß-Umstadt, 25 januari 1854 - Ammerland (Münsing), 12 oktober 1924) 
was hoogleraar Technische Mechanica en Grafische Statica aan de Technische Universiteit van München, Duitsland. Hij wordt gecrediteerd met de introductie van de Föppl-Klammer-theorie en de Föppl-von Kármán-vergelijkingen.